# Crédito Mobiliario de América
La Crédit Mobilier of America era una compañía financiera encargada de la financiación de la construcción del primer ferrocarril transcontinental de Estados Unidos, con el nombre de la Unión Pacific Railway. Imaginada y concebida sobre el modelo del Crédito Mobilier francés, se hundió  en un escándalo nacional en 1872, dos años después de acabada la conexión entre ambos océanos.

## Historia
Durante la construcción del primer ferrocarril transcontinental, los dueños de las dos compañías ferroviarias se aseguraron sus propios beneficios con acuerdos  corruptos y dinero negro utilizado para corromper a los funcionarios del gobierno. Este último concedía subvenciones y donaba a las compañías los terrenos por donde se construían las vías, lo que les permitió revender estas tierras a inmigrantes a premios bajos. La participación de numerosos grupos especulativos acarreó una vasta corrupción y  tráfico de influencias.
El tándem al frente del Crédito Mobiliario de América estaba compuesto por George Francis Tren y Thomas Clark Duran (1820–1885). El Crédito Mobiliario de América cobraba todas las facturas y el producto de las emisiones de acciones y de obligaciones, así como las subvenciones y ventas de tierra, lo que formaba la caja fuerte de la sociedad. Revelado por  el periodista Charles Adams, de Nueva York Sun, el escándalo hizo bajar fuertemente las acciones de la Unión Pacific Railway y después la caída  en quiebra.
Según el historiador Richard White, el sistema de corrupción puesto en marcha ha « captado a docenas de miembros del Congreso, un secretario de Hacienda, dos vicepresidentes, un importante candidato presidencial, y un presidente potencial, lo que ha provocado un escándalo que hace referencia a cuatro elecciones presidenciales. »